# 아타나시오스 부로스
아타나시오스 부로스(영어: Athanasios Vouros)는 그리스의 펜싱 선수이다. 그는 아테네에서 열린 1896년 하계 올림픽에 참가했다.
부로스는 플뢰레 개인전에 참가했다. 그는 게오르기오스 발라카키스를 이기고 콘스탄티노스 콤니노스 밀리오티스에게는 부전승을 거뒀지만 외젠 앙리 그라벨로트에게 져서 조예선 2위를 기록했다. 실질적으로 한 명하고만 싸우서 승리를 거두었기 때문에 예선전에서 부전승 없이 승리를 거둔 다른 조의 2위인 페리클레스 피에라코스 마브로미칼리스에게 밀려서 4위를 차지했다.